# 鳴門漩渦
34°14′18″N 134°39′05″E / 34.23833°N 134.65139°E
鳴門漩渦（日语：／）是發生在日本鳴門海峽上的漩渦景觀。
由於鳴門海峽最狹窄處寬度僅約1.4公里，中間的海底深度約90公尺，而其靠瀨戶內海一側的海底深度達200公尺，靠紀伊水道側則有深度約140公尺的海釜地形（小型的海底盆地）。由於海峽兩側的瀨戶內海和紀伊水道之間的潮位時間差，造成潮位差距最大時達1.5公尺，通過鳴門海峽的水流速度則會達到每小時20公里，為日本國內潮流最快的地方，當快速的潮流與周圍流速較慢的海水接觸時便容易產生漩渦，漩渦最大時直徑可超過20公尺。
鳴門的漩渦景觀可以搭乘觀光客船從海上近距離觀賞，也可自跨越鳴門海峽的大鳴門橋內設置的渦之道從其正上方約45公尺處直接俯瞰。

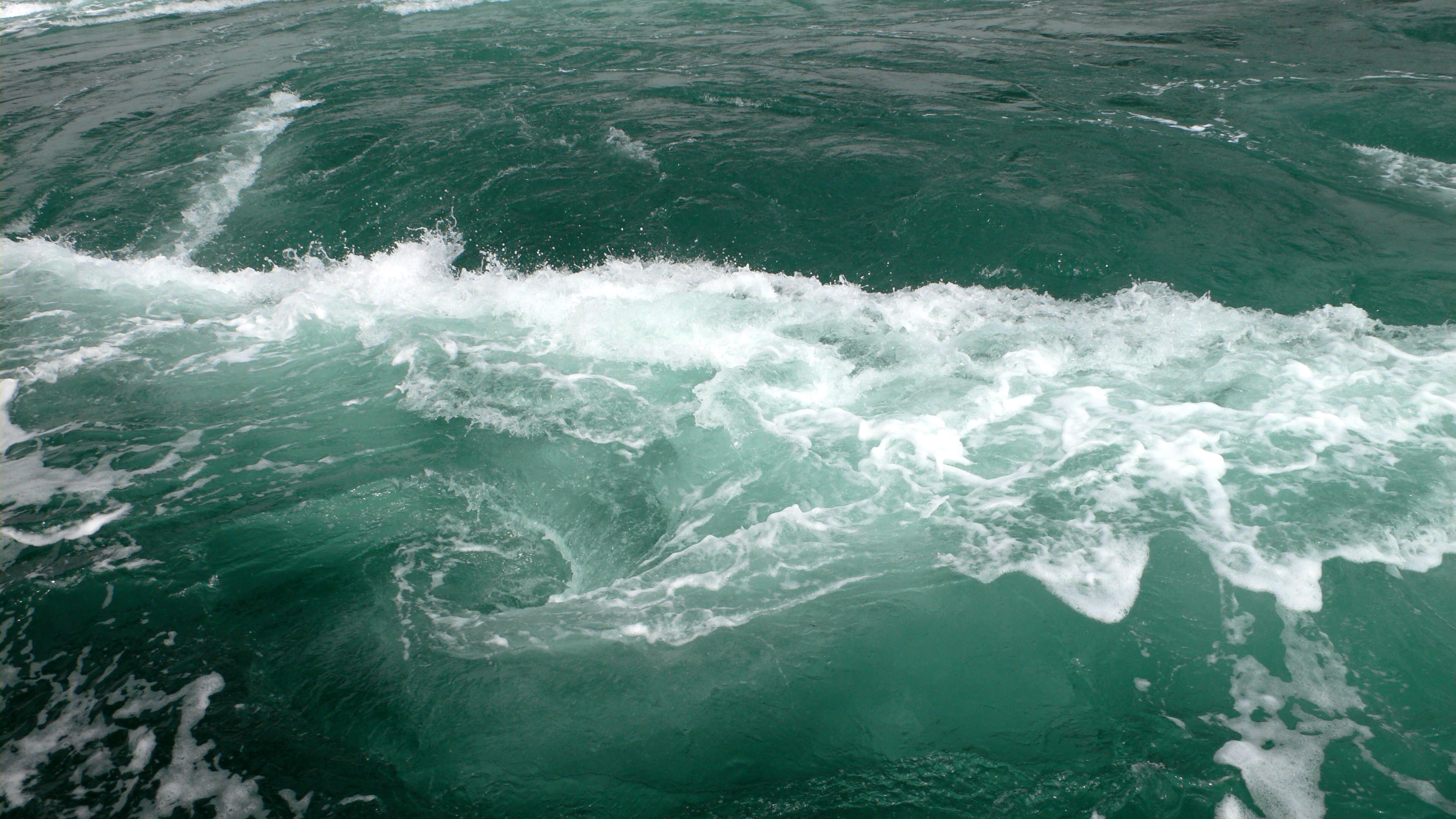
鳴門漩渦
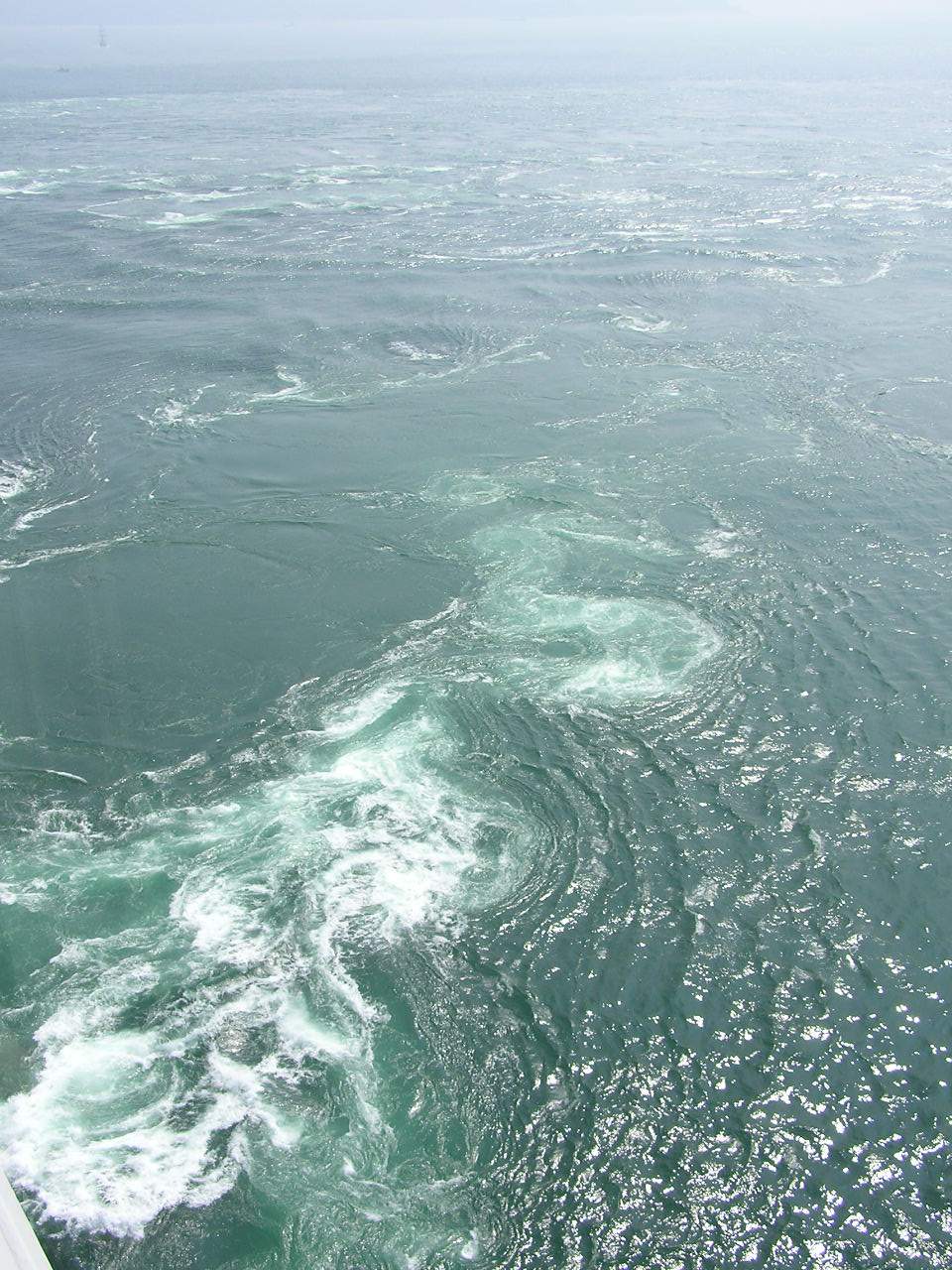
接連的多個漩渦
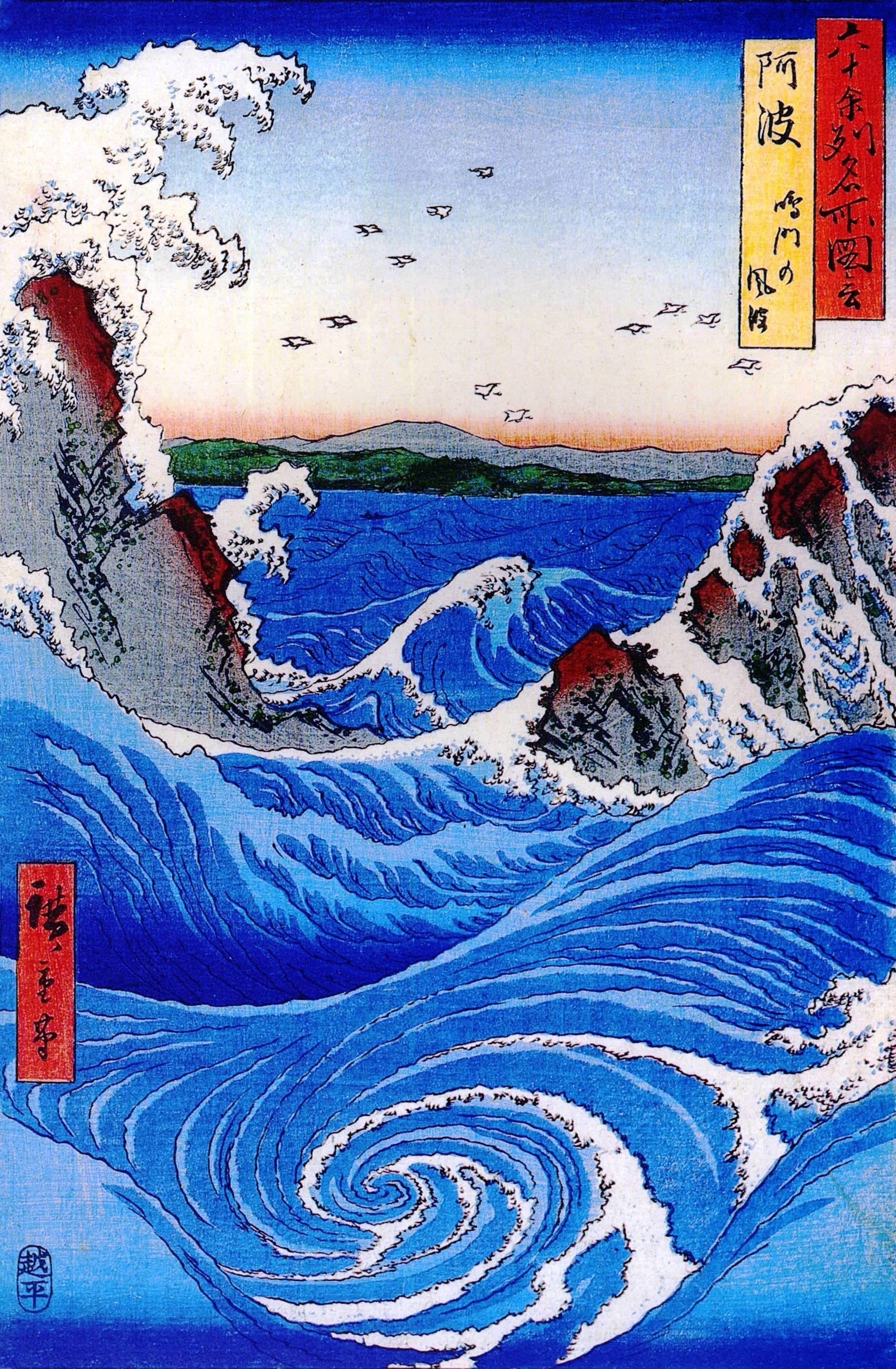
江戶時代浮世繪中的鳴門漩渦。歌川廣重繪

## 外部連結
- （日語） http://www.uzunomichi.jp（页面存档备份，存于）
- （日語） https://www.uzusio.com/（页面存档备份，存于）